# Castrillo de la Vega
Castrillo de la Vega es un municipio y localidad española de la provincia de Burgos, en la comunidad autónoma de Castilla y León. Se ubica en la denominada comarca de La Ribera y pertenece al partido judicial de Aranda.

## Geografía
Integrado en la comarca de Ribera del Duero, se sitúa a 88 kilómetros de la capital provincial. El término municipal está atravesado por la autovía A-11 (variante de Aranda) y por la carretera nacional N-120, entre los pK 274 y 279, además de por la carretera provincial BU-120, que conecta con Berlangas de Roa, y por una carretera local que se dirige hacia Adrada de Haza. El relieve del municipio es predominantemente llano, marcando el río Duero el límite municipal por el norte. La altitud oscila entre los 890 metros al sur y los 780 metros a orillas del Duero. El pueblo se alza a 805 metros sobre el nivel del mar.
| Noroeste: Haza (exclave)     | Norte: Villalba de Duero       | Noreste: Aranda de Duero    |
| Oeste: Hoyales de Roa y Haza |                                | Este: Aranda de Duero       |
| Suroeste: Haza               | Sur: Haza y Campillo de Aranda | Sureste: Campillo de Aranda |

## Historia

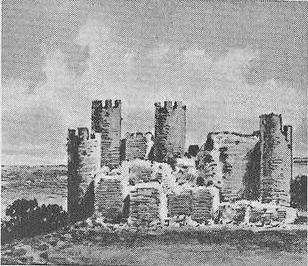
Torre del Monte a mediados del

La villa de Castrillo de la Vega nació para la Historia tras la conquista de la plaza de Aza en el año 912, por don Gonzalo Fernández, conde de Lara. Don Gonzalo es el progenitor de Fernán González, el buen conde que unificará a Castilla en un solo condado. A partir de esa fecha, el dispositivo de defensa de las tierras castellano-cristianas frente a las árabes-musulmanas permitía colonizar un amplio abanico de campos que comprendía toda la orilla derecha del Duero, actualmente burgalés y parte de la izquierda por donde discurre el río Aza. La gloriosa villa de este nombre hacía de escudo protector, juntamente con Roa, San Esteban de Gormaz y Osma. 
El poblamiento de Castrillo de la Vega se estableció como punto de apoyo en la defensa y de ahí su nombre castrense. Pero este Castrillo añade un componente pacífico y agrícola y por eso apellida de la Vega; vega a la que entonces vivificaba el caudal modesto del riachuelo de Valpedrizo, nacido en el alto del Blanco (921 m). Hoy, además del Duero, riegan el término de Castrillo de la Vega, el dicho riachuelo y el caudal de Guma. 
La villa nació bajo un régimen administrativo nuevo en Castilla: la Comunidad de Villa y Tierra. Se agotó entonces el sistema de alfoces y de merindades y se instaló el de Comunidad. Castrillo de la Vega fue encuadrado en la Comunidad de Aza, que abarcaba otras 20 poblaciones que disfrutaba de amplios fueros en todos los aspectos de la vida. Aza regía todos los destinos de sus villas y a ella acudían los vecinos de Castrillo: Villa perteneciente a la antigua Comunidad de Villa y Tierra de Aza, jurisdicción de señorío cuyo alcalde ordinario era nombrado por el conde de Miranda.
A la caída del Antiguo Régimen queda constituida como ayuntamiento constitucional del mismo nombre en el partido de Aranda de Duero, región de Castilla la Vieja, que en el censo de la matrícula catastral contaba con 141 hogares y 569 vecinos. La administración del siglo XIX adjudicó la villa de Castrillo al partido de Aranda de Duero, en el que permanece.
En 1895 se abrió al tráfico la línea Valladolid-Ariza, que permitió la conexión de la comarca con el resto de la red ferroviaria española. El municipio contaba con una estación de ferrocarril propia, que disponía de un edificio de pasajeros e instalaciones para mercancías. La línea fue cerrada al tráfico de pasajeros en enero de 1985 por ser considerada deficitaria.

### Siglo XIX
Así se describe a Castrillo de la Vega en la página 205 del tomo VI del Diccionario geográfico-estadístico-histórico de España y sus posesiones de Ultramar, obra impulsada por Pascual Madoz a mediados del siglo XIX:

CASTRILLO DE LA VEGA

Lugar con ayuntamiento en la provincia, audiencia territorial y capitanía general de Burgos (14 leguas), partido judicial de Aranda de Duero (2), diócesis de Osma (11).
Situado en una pequeña cuesta, está dominado de los vientos del N y O, y goza de clima sano.
Tiene 150 casas, la de ayuntamiento que es muy regular, una escuela de primeras letras concurrida por 56 niños de ambos sexos, y dotada con 100 ducados pagados de propios, una fuente a la falda del pueblo, de exquisitas aguas; y una iglesia parroquial de buena construcción, dedicada a Santiago Apóstol y servida por un cura párroco.
Confina el término N Aranda; E Fuentespina; S Campillo, y O Aza.
El terreno está todo destinado al cultivo, y su calidad en general es de segunda, tercera y cuarta clase; tiene un pedazo de monte de 1/2 legua en circunferencia.
Los caminos dirigen a Aranda, Peñafiel, Aza, Campillo y otros pueblos; todos son carreteros y se hallen en regular estado. La correspondencia se recibe de la cabeza del partido 2 veces a la semana.
Producciones: trigo y mucho vino, cuya última cosecha ascenderá a 70.000 arrobas; hay varios rebaños de ganado vasto, de carne muy sustanciosa; y caza de codornices, perdices, liebres y conejos.
No tienen otra industria ni comercio que la agricultura y la exportación de vinos.
Población: 141 vecinos, 569 almas.

Capital productivo: 1.625.600 reales. Imponible: 154.194 reales. Contribución: 18.502 reales 26 maravedíes.

## Demografía
Castrillo de la Vega cuenta con una población de 620 habitantes (INE 2024).
| Gráfica de evolución demográfica de Castrillo de la Vega entre 1842 y 2021                                            |
| |
| Población de derecho según los censos de población del INE. Población de hecho según los censos de población del INE. |

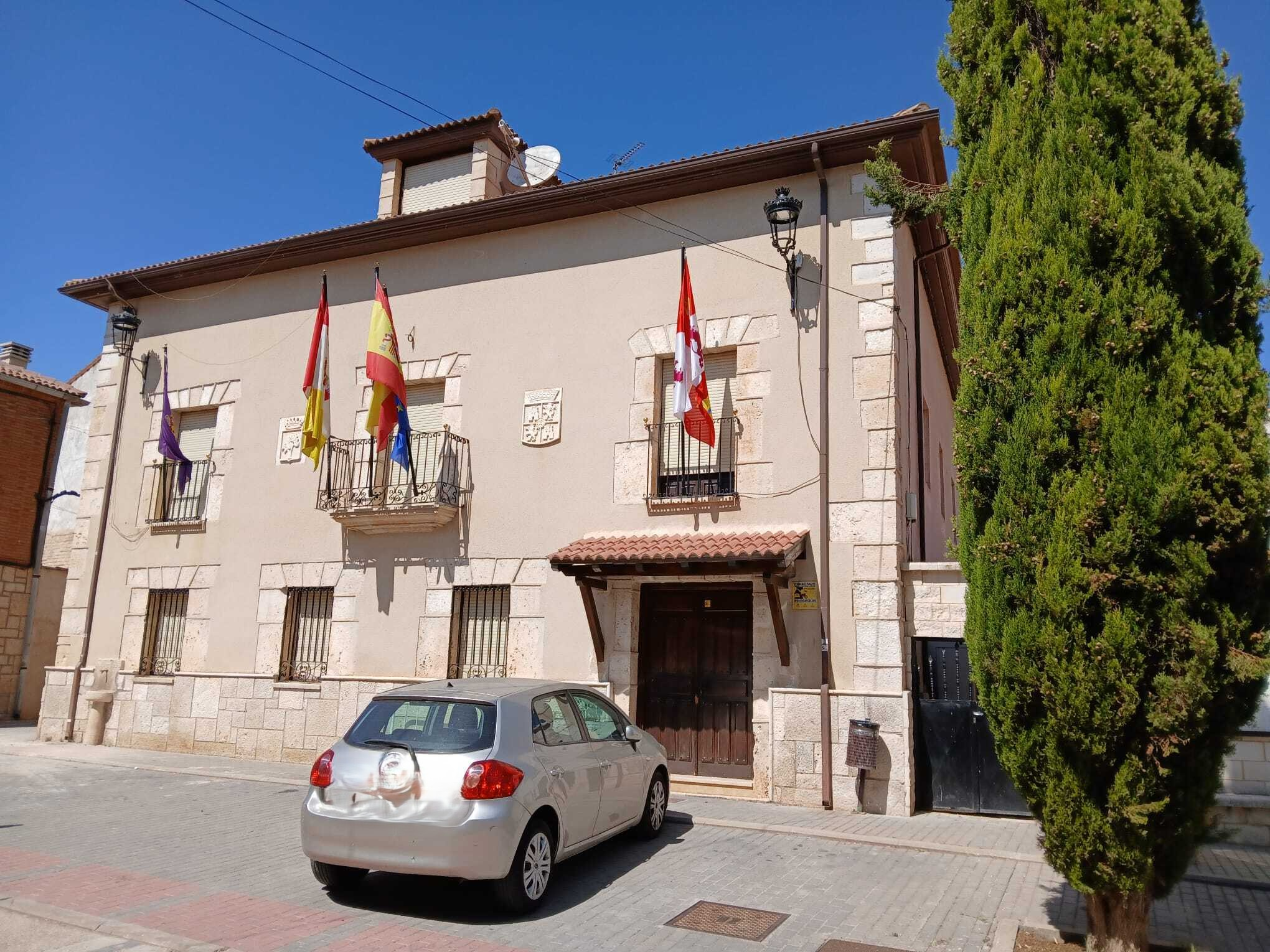
Casa consistorial

En 1843 pertenecía al partido de Aranda y contaba con 569 habitantes.

## Símbolos
"Escudo partido y medio cortado. Primero, en plata, árbol de sinople, murido; raíces y tronco en sable y, en punta, tres ondas de azur. Segundo, armas de Aza (en gules, castillo donjonado de oro, mazonado de sable y aclarado de azur). Entado, en azur, cepa de oro, frutada de lo mismo."

## Monumentos y lugares de interés

### Monumentos religiosos
- Iglesia de Santiago Apóstol
- Ermita de la Virgen de la Vega

### Monumentos civiles
- Ruinas del puente de San Roque; seguramente medieval
- Torre del Monte, antiguo castillo.
- Bodegas típicas

## Cultura

### Gastronomía
- Chuletas asadas
- morcillas

### Fiestas
- Semana Santa
- Fiestas en honor a la Virgen de la Vega
- Fiestas en honor a Santiago Apóstol 25 de julio de cada año
- Fiestas en honor de san Roque y Santa Ana 15 y 16 de agosto de cada año

### Parroquia
Iglesia parroquial católica de Santiago el Mayor, en el Arcipestrazgo de Roa, diócesis de Burgos. Dependen las localidades vecinas de Berlangas , Fuentecén y Hoyales.

### Viticultura
El municipio cuenta con extensas plantaciones de viñedo, que surten de uva tanto a la cooperativa local como a importantes bodegas ubicadas en el entorno y adscritas a la Denominación de Origen Ribera del Duero.